# فولفو إس سي سي

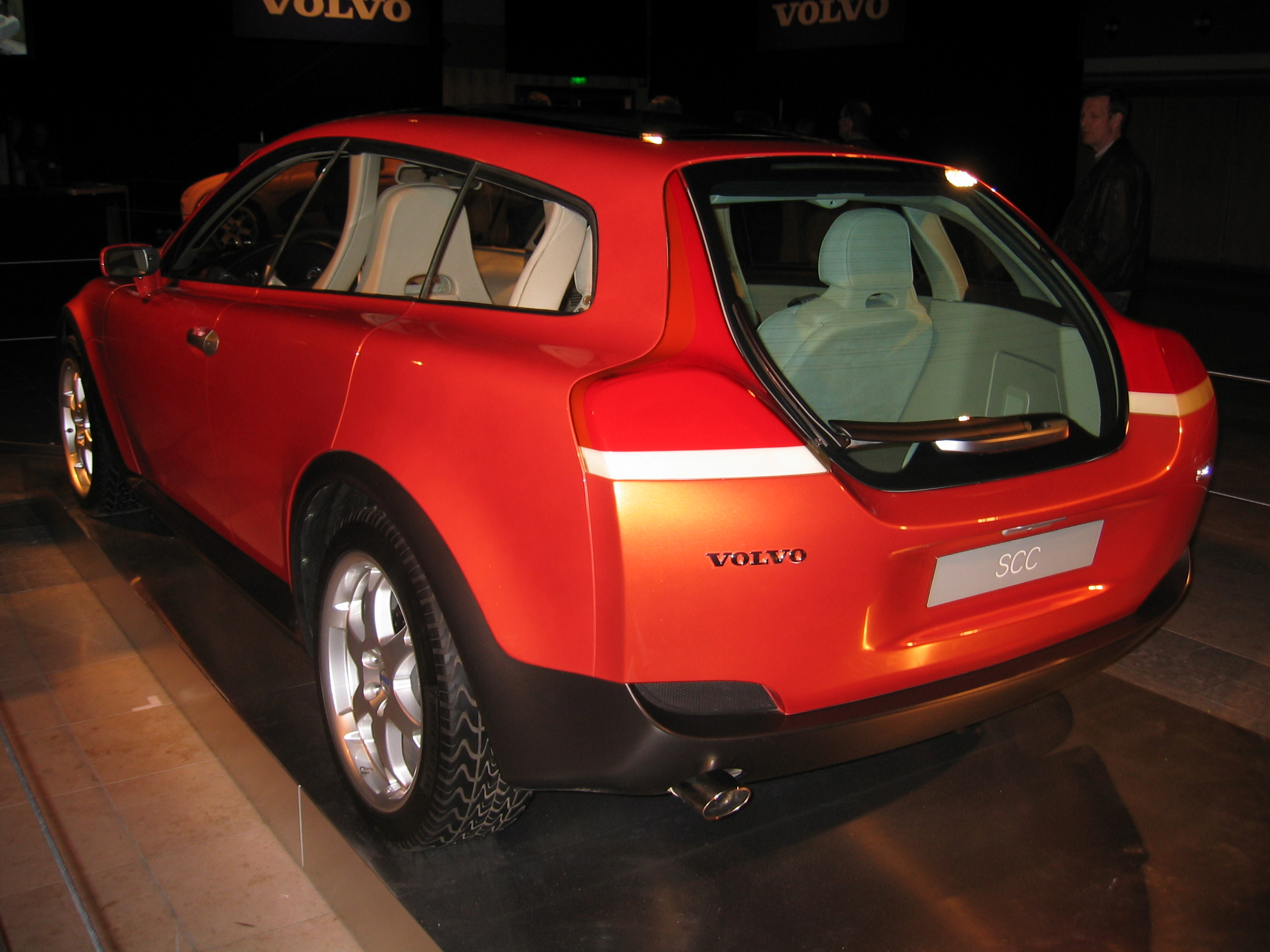
فولفو إس سي سي خلفية الدفع.

فولفو إس سي سي هي سيارة مبتكرة ذات تصميم يوفر سلامة عالية عرضت للمرة الأولى في معرض أمريكا الشمالية الدولي للسيارات لعام 2001 في ديترويت، ميشيغان. أخذت السيارة تصميم صندوقها الخلفي من تصميم فولفو بي 1800 أي إس بينما أخذت الفتحة الزجاجية من فولفو 480 إي إس. التصميم الداخلي للسيارة مشابه مع تصميم سيارتي إس 40 وفي 50، حيث تتشارك الثلاث سيارات في غالبية الأجزاء مثل لوحة العدادات، الكومة المركزية «العوامة» وعجلة القيادة. أبواب السيارة الأمامية تفتح بالطريقة التقليدية أما الخلفية فهي ذات الانزلاق الخلفي الخفيف.

## نبذة عامة
تم الكشف عن السيارة للمرة الأولى في عام 2001 في معرض ديترويت للسيارات، ثم في مطار إشبيلية الدولي في جنوب اسبانيا في الخريف. في عام 2002، تم التصريح عن بداية التخطيط لنموذج سي 30.
تعتبر السيارة هي الأولى والوحيدة، حتى الآن التي تم تجربة حادثة باستخدام حزام أمان. تم استخدام تصميم السيارة فيما بعد في تصميم سيارة فولفو سي 30 الذي بدأ انتاجها في نهاية عام 2006.

## ميزات السلامة
تحتوي السيارة على العديد من ميزات السلامة مثل:
- تحذير الاصطدام الأمامي.
- معلومات متوقعة على الزجاج الأمامي للسيارة.
- تكنولوجيا تراقب السيارات في النقطة العمياء وتنبه السائق.
- نظام تحذير لتنبيه السائق في حالة اتجاهه إلى جرف أو خطر على الطريق.
- نظام للتحكم في السرعة للحفاظ على مسافة محددة خلف السيارة في المقدمة.
- وميض أضواء للفرامل أثناء الفرملة السريعة.
- كاميرات للسلامة.
- مصابيح أمامية تتبع انحناءات الطريق أثناء دوران السيارة.
- نظام واجهة آلة بشرية مطور.
- مقعد خلفي قابل لضبط الارتفاع.
- عجلة القيادة قابلة للتعديل والارتفاع.
- تشغيل المحرك عن بعد.
- التواصل والتحكم في السيارة عبر هاتف محمول.

## وصلات خارجية
- معرض صور لفولفو إس سي سي
- صور فولفو إس سي سي

فيديوهات
- فولفو إس سي سي- يوتيوب
- فولفو إس سي سي عام 2006- يوتيوب
- تطور سيارات فولفو من عام 1933-2016- يوتيوب